# Bodilis
Bodilis je francouzská obec v departementu Finistère v Bretani.

## Poloha
Obec leží 5 kilometrů od Landivisiau a sousedí s obcemi Plougar, Plougourvest, Saint-Servais, Landivisiau, La Roche Maurice a Loc-Enguiner-Ploudiry. Jméno obce vzniklo ze spojení bretonských slov bot – příbytek a iliz – kostel.

## Historie
Obec byla součástí historické diecéze Léon.

## Vývoj počtu obyvatel
Počet obyvatel

## Památky
- kostel Notre Dame de Bodilis z roku 1567 s enclos paroissial (farní dvorec)
- fontána de la Vierge Noire
- několik kalvárií

## Rodáci
- Job An Irien – spisovatel